# بيير مورو
بيير مورو هو محامي وسياسي كندي، ولد في 12 ديسمبر 1957 في كندا. حزبياً، نشط في حزب كيبيك الليبرالي. وقد انتخب عضو الجمعية الوطنية في كيبك ‏ عن دائرة Marguerite-D'Youville ‏ وقد انضم خلال فترته النيابية ‏ (14 أبريل 2003 – 26 مارس 2007)  للكتلة البرلمانية حزب كيبيك الليبرالي وانتخب Ministry of Municipal Affairs and Housing (Quebec) ‏ خلال فترته النيابية ‏ (23 أبريل 2014 – 28 يناير 2016) وانتخب عضو الجمعية الوطنية في كيبك ‏ عن دائرة Châteauguay (provincial electoral district) ‏ وقد انضم خلال فترته النيابية ‏ (8 ديسمبر 2008 – 1 أكتوبر 2018)  للكتلة البرلمانية حزب كيبيك الليبرالي.